# Eduardo Villaseñor Peña
Eduardo Villaseñor Peña (1945 - 20 de noviembre de 1994) fue un político y empresario mexicano, miembro del Partido Revolucionario Institucional, se desempeñó como Gobernador de Michoacán durante 21 días en 1992.
Eduardo Villaseñor fue un destacado empresario agrícola de la zona de La Piedad, ciudad de la que era originario; en 1990 fue elegido Presidente municipal de La Piedad, al año siguiente, 1991, pide licencia a la alcaldía y es postulado candidato del PRI y electo diputado federal a la LV Legislatura por el IV Distrito Electoral Federal de Michoacán.
Solicita licencia a la diputación federal al ser postulado como candidato a la gubernatura en 1992, su candidatura causó sorpresa por no ser considerado alguien con gran experiencia política sino mayormente dedicado a actividades empresariales, en las elecciones, sumamente competidas se enfrentó principalmente con el candidato del PRD, Cristóbal Arias Solís. De acuerdo a los resultados oficiales resultó elegido gobernador y como tal fue declarado por el Congreso de Michoacán, sin embargo, el PRD desconoció los resultados alegando fraude electoral y exigiendo la anulación de las elecciones, se iniciarion movilizaciones masivas en todo el estado y en Morelia fue bloqueado el Palacio de Gobierno, en consecuencia, el 15 de septiembre de 1992 Eduardo Villaseñor tomó protesta como gobernador en una sede alterna, mientras Cristóbal Arias asumía también simbólicamente la gubernatura; sin posibilidades de gobernar y perseguido por las protestas, Eduardo Villaseñor solicitó licencia a la gubernatura 21 días después, el 6 de octubre, oficialmente por un año, pero no volvió a ejercerla.
Murió en un accidente carretero al salir de su rancho en las cercanías de La Piedad, el 20 de noviembre de 1994, siendo aún gobernador constitucional con licencia.